# Nonene
Die Nonene sind in der Chemie eine Stoffgruppe und zählen zu den Alkenen. Sie umfasst 153 Strukturisomere mit der Summenformel C9H18. Nonene haben zwischen zwei Kohlenstoffatomen eine Doppelbindung. Diese kann sich an vier unterschiedlichen Positionen befinden; es lassen sich daher vier lineare, also geradkettige, Isomere unterscheiden.

## Vorkommen
1-, 2- und 4-Nonen kommen in Zigarettenrauch vor.

## Gewinnung und Darstellung
Nonene können durch Polymerisierung eines C3-Petroleum-Stroms, das 40–60 % Propen enthält, in Gegenwart eines Phosphorsäure-Katalysators gewonnen werden. Nonen-Gemische werden durch Trimerisierung von Propen hergestellt. Dabei entsteht das eigentlich zu erwartende 4,6-Dimethyl-2-hepten nur im geringen Umfang, vielmehr entsteht durch die dabei auftretenden Umlagerungen ein komplexes Gemisch von Olefinen, meist tri- und tetrasubstituierten Monoolefine. Die gezielte Darstellung von 1-Nonen gelingt durch die Ethenolyse von höheren SHOP-Olefinen oder von nachwachsenden Rohstoffen wie Ölsäure.

## Eigenschaften
| Gefahrensymbol | Gefahrensymbol | Gefahrensymbol |

| Gefahrensymbol |

| Gefahrensymbol |

| Gefahrensymbol | Gefahrensymbol |

## Verwendung

Folgeprodukte von Nonenen
para-Nonylphenol
2,4-Dimethyl-2-isopropylpentansäure

Nonene werden in der Polymer-, Tensid- und Waschmittelindustrie als Zwischenprodukt verwendet. Phenol reagiert mit Nonenen zu Nonylphenolen, die zur Herstellung von Nonylphenolethoxylaten (NPEO) verwendet, die als nichtionische Tenside eingesetzt werden. Zudem ist es in Fungiziden, Arzneimitteln, Weichmachern, Farben und Lacken sowie in Polymeren oder Klebstoffen enthalten. Nonen-Gemische lassen sich mit Kohlenstoffmonoxid und Wasser zu Neodecansäure umsetzen. Dieses dient vor allem als Zwischenprodukt in der chemischen Industrie zur Herstellung von organischen Grundchemikalien.